# Herbert Czaja

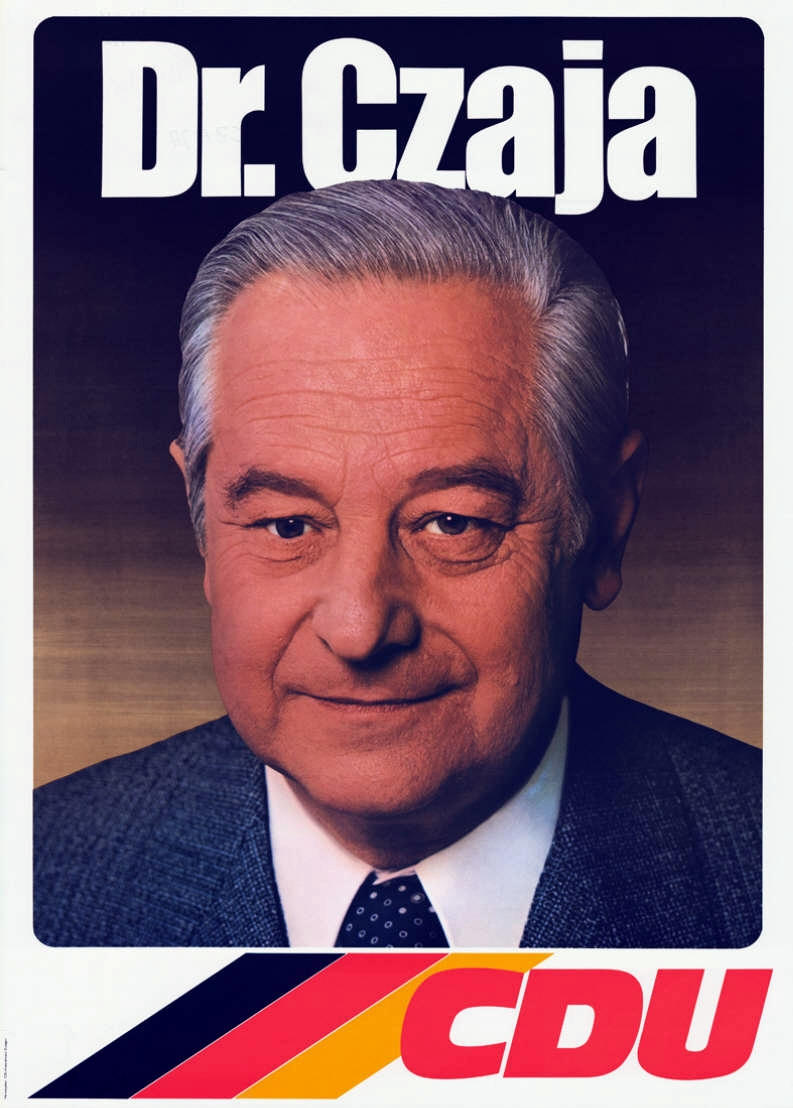
Kandidatenplakat Herbert Czajas zur Bundestagswahl 1976

Herbert Helmut Czaja (* 5. November 1914 in Teschen, Österreich-Ungarn; † 18. April 1997 in Stuttgart) war ein deutscher Politiker (CDU), unter anderem als Mitglied des Bundestages. Er war Lehrer und von 1970 bis 1994 Präsident des Bundes der Vertriebenen.

## Ausbildung und Beruf
Herbert Czaja wurde 1914 in Teschener Schlesien als Sohn von Luise Czaja, geborene Smekal, und des Notars Albert Czaja in eine katholische Familie geboren, die fließend zweisprachig (deutsch/polnisch) war. Ab 1920 gehörte seine Heimatstadt Skotschau zu Polen. Nach dem Abitur auf dem Deutschen Staatsgymnasium in Bielitz, in der Hauptstadt der Bielitz-Bialaer Sprachinsel, absolvierte Czaja von 1933 bis 1938 ein Studium der Germanistik, Geschichte und Philosophie in Krakau und Wien. Er war dann als Lehrer im Höheren Schuldienst tätig und unterrichtete an Gymnasien in Mielec und Przemyśl. 1937/38 gehörte er dem Deutschen Verband zur nationalen Befriedung Europas an, den sein früherer Lehrer und Mentor, der bekannte Hitler-Gegner Senator Eduard Pant, gegründet hatte. An der Universität Krakau erfolgte Anfang Mai 1939 seine Promotion zum Dr. phil. Kurz vor Kriegsausbruch 1939 wurde er dort von den polnischen Behörden zum wissenschaftlichen Assistenten bestellt. Nach dem Einmarsch der deutschen Wehrmacht in Polen war er von 1940 bis 1942 als deutscher Generalgouvernement-Oberschullehrer in Zakopane und Przemyśl tätig. 1942 wurde er zur Wehrmacht einberufen und im Kriegsdienst an der Ostfront schwer verwundet. Nach der Vertreibung 1945 war er ab 1946 im gymnasialen Schuldienst in Stuttgart, ab 1948 als Studienrat und zuletzt als Oberstudienrat, tätig. Er lebte in Stuttgart-Freiberg.

## Familie
Herbert Czaja war ab 1948 mit Eva-Maria Czaja, geborene Reinhardt (* 29. November 1926 in Stuttgart; † 28. Juni 2006 ebenda), der Schwester von Rudolf Reinhardt, verheiratet und hatte zehn Kinder, wovon eines früh starb. Czajas Grab befindet sich auf dem Hauptfriedhof Stuttgart.

## Partei
Czaja stammt aus einem römisch-katholischen Elternhaus und war seit 1933 Mitglied der Deutschen Christlichen Volkspartei Eduard Pants. Czaja engagierte sich sowohl in Krakau als auch in Wien in deutschen studentischen Vereinigungen volkspolitisch.
Nach dem Krieg wurde Czaja Mitglied in der Jungen Union und der CDU. Hier gehörte er auch zu den Mitbegründern der Union der Vertriebenen in der CDU, deren Landesvorsitzender für Nord-Württemberg er 1952 wurde.

## Abgeordneter
Von 1947 bis 1953 gehörte Czaja dem Stadtrat von Stuttgart an.
Von 1953 bis 1990 war Czaja Mitglied des Deutschen Bundestages. Von 1980 bis 1990 war er Vorsitzender der Gruppe der Flüchtlinge und Heimatvertriebenen in der CDU/CSU-Bundestagsfraktion.
Herbert Czaja war von der 2. bis zur 9. Wahlperiode über die Landesliste Baden-Württemberg und in der 10. und 11. Wahlperiode als direkt gewählter Abgeordneter des Wahlkreises Stuttgart II in den Deutschen Bundestag eingezogen.
Czaja hielt im Gegensatz zur großen Mehrheit der Bundestagsabgeordneten aller Parteien die Wiedervereinigung Deutschlands durch die Vereinigung von Bundesrepublik und DDR für nicht abgeschlossen, weil die ehemals deutschen Ostgebiete nicht eingeschlossen waren. Er stimmte deshalb im Einigungsprozess mehrfach auch gegen die Mehrheit seiner eigenen Fraktion ab, unter anderem gegen die Gemeinsame Entschließung zur deutsch-polnischen Grenze, gegen den Einigungsvertrag sowie gegen den Zwei-plus-Vier-Vertrag.
Im September 1990 versuchte er außerdem gemeinsam mit anderen Fraktionskollegen vergeblich mittels eines Antrages auf Erlass einer einstweiligen Anordnung beim Bundesverfassungsgericht die Beratung des Einigungsvertrages im Bundestag zu verhindern. Der Antrag wurde als „offensichtlich unbegründet“ verworfen.
Auch nach der deutschen Wiedervereinigung und seinem Ausscheiden aus dem Bundestag Ende 1990 setzte Czaja seinen politischen Kurs als ehrenamtlicher Präsident des Bundes der Vertriebenen (bis April 1994) fort. In seinem über tausendseitigen Buch Unterwegs zum kleinsten Deutschland? schrieb er 1996 eine politische und historische Analyse der vorangegangenen 50 Jahre der Deutschland- und Ostpolitik.
Neuere historische Arbeiten weisen darauf hin, dass Czaja trotz seines Widerstandes gegen die sozialliberale Ostpolitik bereits in den späten 1960er Jahren aus „echter christlich motivierter Versöhnungsbereitschaft“ Alternativen zur nationalstaatlichen Revisionspolitik entwickelte, die „einen Neuanfang auf der Basis eines gleichberechtigten Miteinanders und eines gerechten Ausgleichs der Gegensätze“ anstrebten. Seine Schrift Ausgleich mit Osteuropa. Versuch einer europäischen Friedensordnung. ist 2013 auch in polnischer Übersetzung erschienen.

## Gesellschaftliche Ämter
Czaja war Mitbegründer des Hilfsverbandes der Heimatvertriebenen in Stuttgart und gehörte auch dem Kreisflüchtlingsausschuss an. Er war Mitbegründer der Vertriebenen-Baugenossenschaft Neues Heim und gehörte dem Vorstand der Ackermann-Gemeinde an.
Seit 1967 war Czaja gewähltes Mitglied des Zentralkomitees der deutschen Katholiken (ZdK).
Herbert Czaja war von 1964 bis 1969 Bundesvorsitzender der Landsmannschaft der Oberschlesier (LdO), seit 1969 deren Sprecher und von 1970 bis 1994 Präsident des Bundes der Vertriebenen. Er übernahm dieses Amt in der Zeit der neuen Ostpolitik der sozial-liberalen Koalition. Czaja war u. a. daran beteiligt, zu den deutsch-polnischen Schulbuchempfehlungen Alternativen zu erarbeiten, die er 1980 in einer Dokumentation veröffentlichte.
Zudem fungierte er von 1974 bis zu seinem Tode 1997 als Vorsitzender des Kuratoriums der Kulturstiftung der deutschen Vertriebenen.

## Ehrungen
Herbert Czaja erhielt 1964 das Komturkreuz des Gregoriusordens, 1968 das Verdienstkreuz 1. Klasse der Bundesrepublik Deutschland, 1973 das Große Verdienstkreuz und 1984 das Große Verdienstkreuz mit Stern, am 7. Mai 1988 die Verdienstmedaille des Landes Baden-Württemberg. 1989 wurde er mit dem Preußenschild geehrt. Im Jahre 2003 wurde in Stuttgart-Zuffenhausen der Dr.-Herbert-Czaja-Weg nach ihm benannt.

## Veröffentlichungen
- Stefan Georges Ringen um autonomes Menschentum. Dissertation, Universität Krakau 1939.
- Wie kommt man zu einem Familienheim? Bonn 1957 (vier Auflagen).
- Ausgleich mit Osteuropa. Versuch einer europäischen Friedensordnung. 2. Auflage. Seewald, Stuttgart 1969. (Digitalisat)
- Verletzung von Menschenrechten. Eine Dokumentation der Verletzungen von Rechtsverpflichtungen zum Schutz der Menschenrechte gegenüber Deutschen in den Gebieten des Deutschen Reiches östlich von Oder und Neiße und außerhalb der Grenzen des Deutschen Reiches. Bonn 1. Auflage 1977, 2. neubearbeitete Auflage 1980, 3. neubearbeitete und erweiterte Auflage 1985.
- Materialien zu Oder-Neiße-Fragen. Eine Dokumentation zur Rechtslage Deutschlands und der Deutschen nach dem Völkerrecht und dem Grundgesetz unter besonderer Berücksichtigung der Gebiete östlich von Oder und Neisse (= Schriftenreihe der Kulturstiftung der Deutschen Vertriebenen. Bd. 9). Kulturstiftung der Deutschen Vertriebenen, Bonn 1979 (Kommentierte Dokumentation).
- Unsere sittliche Pflicht. Leben für Deutschland. Herausgegeben von Hartmut Koschyk. Langen Müller, München 1989, ISBN 3-7844-2279-9 (Sammlung von Reden und Aufsätzen).
- Unterwegs zum kleinsten Deutschland? Mangel an Solidarität mit den Vertriebenen. Marginalien zu 50 Jahren Ostpolitik. Knecht, Frankfurt am Main 1996, ISBN 3-7820-0730-1.